# 217 Eudora
A 217 Eudora a Naprendszer kisbolygóövében található aszteroida. Jérôme Eugène Coggia fedezte fel 1880. augusztus 30-án.